# Molar-Massiv
Das Molar-Massiv ist ein großes Gebirgsmassiv im nördlichen Viktorialand östlich der Lanterman Range in den Bowers Mountains. 
Kartografisch erfasst wurde es durch Vermessungsarbeiten des United States Geological Survey und mithilfe von Luftaufnahmen der United States Navy von 1960 bis 1964. Das Advisory Committee on Antarctic Names benannte es 1970 nach seinem an einen Backenzahn erinnernden Erscheinungsbild.